# Jagdgeschwader 51
51-я истребительная эскадра «Мёльдерс» (нем. Jagdgeschwader 51 «Mölders», (JG51)) — эскадра истребителей, позже именная в честь её командира Вернера Мёльдерса, военно-воздушного флота (люфтваффе) вооружённых сил нацистской Германии. 
В начальный период Второй мировой войны 51-я истребительная эскадра действовала на Западно-Европейском театре войны, участвовала в Битве за Британию. В этот период являлась одной из лидирующих эскадр по количеству побед. После начала операции «Барбаросса» (Вторжение в СССР), основные силы эскадры практически беспрерывно участвовали в сражениях Восточного фронта, за исключением непродолжительных командировок на Средиземноморский театр войны. Всего в течение Второй мировой войны пилоты эскадры, по их данным, одержали около 8 000 побед. После гибели бывшего командира эскадры Вернера Мёльдерса получила официальное именное наименование «Мёльдерс».

## Командный состав эскадры

### Командиры эскадры
| командующий                             | период                           | примечания                              |
| --------------------------------------- | -------------------------------- | --------------------------------------- |
| оберст Тео Остеркамп                    | 25 ноября 1939 — 23 июля 1940    |                                         |
| оберст-лейтенант Вернер Мёльдерс        | 27 июля 1940 — 19 июля 1941      |                                         |
| генерал-майор Тео Остеркамп             | 28 июля 1940 — 7 августа 1940    | временный                               |
| оберст-лейтенант Фридрих Бекх           | 19 июля 1941 — 10 апреля 1942    | переведён в штаб RLM                    |
| майор Гюнтер Лютцов                     | 16 сентября 1941 — 8 ноября 1941 | временный                               |
| оберст-лейтенант Карл-Готтфрид Нордманн | 10 апреля 1942 — 30 марта 1944   | назначен ком. Jafü Ostpreussen (Jafü 6) |
| майор Фриц Лозигкайт                    | 1 апреля 1944 — 31 марта 1945    | назначен командиром JG77                |
| майор Хайнц Ланге                       | 2 апреля 1945 — 8 мая 1945       |                                         |

### Gruppenkommandeure I./JG51 (командиры группы I./JG51)
| командующий                        | период                                 | примечания                    |
| ---------------------------------- | -------------------------------------- | ----------------------------- |
| майор Эрнст фон Берг               | 1 мая — 31 октября 1939 года           | назначен командиром III./JG26 |
| гауптман Ганс-Генрих Бруштеллин    | 1 ноября 1939 — 17 октября 1940 года   | назначен командиром I./JG53   |
| и. о. обер-лейтенант Рихард Леппла | 17 августа — 23 сентября 1940 года     | являлся командиром 3./JG51    |
| гауптманн Герман-Фридрих Йоппин    | 18 октября 1940 — 25 августа 1941 года | погиб                         |
| гауптман Вильгельм Хахфельд        | 26 августа 1941 — 2 мая 1942 года      | назначен командиром III./ZG2  |
| гауптман Йозеф Феце                | 3 — 31 мая 1942 года                   | ранен                         |
| гауптман Гених Краффт              | 1 июня — 14 декабря 1942 года          | погиб                         |
| гауптман Рудольф Буш               | 15 декабря 1942 — 17 января 1943 года  | погиб                         |
| майор Эрих Лейе                    | 18 января 1943 — 28 декабря 1944 года  | назначен командиром JG77      |
| гауптман Гюнтер Шак                | 29 декабря 1944 — 23 апреля 1945 года  |                               |

### Gruppenkommandeure II./JG51 (командиры группы II./JG51)
| командующий                       | период                                | примечания                                                   |
| --------------------------------- | ------------------------------------- | ------------------------------------------------------------ |
| майор Эрнст-Гюнтер Бургаллер      | 1 ноября 1939 — 2 февраля 1940 года   | погиб при аварии                                             |
| гауптман Гюнтер Маттес            | 3 февраля 1940 — 20 февраля 1941 года | переведён в военно-воздушную академию в Берлин-Гатов         |
| гауптман Йозеф Феце               | 20 февраля — 11 июля 1941 года        | ранен                                                        |
| и. о. гауптман Хубертус фон Бонин | 11 июля — 8 августа 1941 года         | ранен                                                        |
| и. о. обер-лейтенант Эрих Хохаген | 9 августа — 4 сентября 1941 года      | ранен                                                        |
| гауптман Хартманн Грассер         | 4 сентября 1941 — 6 июня 1943 года    | переведён на службу в 4. Jagddivision, базирующуюся в Париже |
| майор Карл Раммельт               | 6 июня 1943 — 23 декабря 1944 года    | ранен                                                        |
| обер-лейтенант Отто Шультц        | 24 декабря 1944 — 12 апреля 1945 года |                                                              |

### Gruppenkommandeure III./JG51 (командиры группы III./JG51)
| командующий                           | период                               | примечания                                 |
| ------------------------------------- | ------------------------------------ | ------------------------------------------ |
| гауптман Ханнес Траутлофт             | 4 июля — 24 августа 1940 года        | назначен командиром JG54                   |
| гауптман Вальтер Оезау                | 25 августа — 10 ноября 1940 года     | назначен командиром III./JG3               |
| гауптман Рихард Леппла                | 11 ноября 1940 — 2 августа 1942 года | ранен                                      |
| и. о. обер-лейтенант Герберт Венельт  | 3 августа — 24 сентября 1942 года    |                                            |
| гауптман Карл-Гейнц Шнелл             | 24 сентября 1942 — 22 июня 1943 года | назначен командиром учебно-боевой I./JG106 |
| гауптман Фриц Лозигкейт               | 26 июня 1943 — 30 апреля 1944 года   | назначен командиром эскадры                |
| гауптман Дитхельм фон Эйхель-Штрейбер | 1 мая — 24 августа 1944 года         | назначен командиром I./JG27                |
| гауптман Йоахим Брендель              | 1 сентября 1944 — 8 мая 1945 года    |                                            |

### Gruppenkommandeure IV./JG51 (командиры группы IV./JG51)
| командующий                      | период                                | примечания                         |
| -------------------------------- | ------------------------------------- | ---------------------------------- |
| гауптман Йоханес Яанке           | 21 ноября 1940 — 18 февраля 1941 года | переведён в штаб Nachtjagddivision |
| обер-лейтенент Ганс-Карл Кейтель | 20 — 26 февраля 1941 года             | пропал без вести (погиб)           |
| майор Фридрих Бек                | 1 марта — 19 июля 1941 года           | назначен командиром эскадры        |
| гауптман Карл Готтфрид Нордманн  | 20 июля 1941 — 9 апреля 1942 года     | назначен командиром эскадры        |
| гауптман Ганс Кнаут              | 10 апреля 1942 — 28 февраля 1943 года |                                    |
| майор Рудольф Рёш                | 1 марта — 11 июля 1943 года           | погиб                              |
| майор Ганс-Эккехард Боб          | 1 августа 1943 — 8 мая 1944 года      | назначен командиром II./JG3        |
| майор Гейнц Ланге                | 9 мая 1944 — 11 апреля 1945 года      | назначен командиром эскадры        |
| обер-лейтенант Гюнтер Йостен     | 12 — 28 апреля 1945 года              |                                    |
| майор Гейнц Ланге                | 29 апреля — 8 мая 1945 года           |                                    |

## Кавалеры Рыцарского креста награждённые в JG 51
| дата             | звание           | имя                          | часть     |     | кол-во | примечания |
| ---------------- | ---------------- | ---------------------------- | --------- | --- | ------ | ---------- |
| 20 августа 1940  | гауптман         | Вальтер Оезау                | 7./JG51   | РК  | 20     |            |
| 20 августа 1940  | гауптман         | Хорст Титцен                 | 5./JG51   | РК  | 20     | посмертно  |
| 16 сентября 1940 | обер-лейтенант   | Герман-Фридрих Йоппин        | 1./JG51   | РК  | 21     |            |
| 21 сентября 1940 | майор            | Вернер Мёльдерс              | JG51      | ДРК | 40     |            |
| 19 октября 1940  | обер-лейтенант   | Йозеф Приллер                | 1./JG51   | РК  | 20     |            |
| 23 апреля 1941   | гауптман         | Герман-Фридрих Йоппин        | I./JG51   | ДРК | 40     |            |
| 22 июня 1941     | оберст-лейтенант | Вернер Мёльдерс              | JG51      | МРК | 72     |            |
| 2 июля 1941      | лейтенант        | Гейнц Бэр                    | 1./JG51   | РК  | 27     |            |
| 2 июля 1941      | гауптман         | Йозеф Фёце                   | II./JG51  | РК  | 22     |            |
| 16 июля 1941     | обер-лейтенант   | Вернер Мёльдерс              | JG51      | БРК | 101    |            |
| 16 июля 1941     | обер-лейтенант   | Герман Штайгер               | 7./JG51   | РК  | 25     |            |
| 27 июля 1941     | обер-лейтенант   | Ганс Колбов                  | 5./JG51   | РК  | 27     | посмертно  |
| 27 июля 1941     | гауптман         | Рихард Лепла                 | III./JG51 | РК  | 27     |            |
| 1 августа 1941   | обер-лейтенант   | Карл Готтфрид Нордманн       | IV./JG51  | РК  | 31     |            |
| 1 августа 1941   | обер-лейтенант   | Карл-Гейнц Шнелл             | 9./JG51   | РК  | 29     |            |
| 12 августа 1941  | лейтенант        | Эрвин Флейг                  | 1./JG51   | РК  | 26     |            |
| 12 августа 1941  | обер-фельдфебель | Генрих Хоффманн              | 12./JG51  | РК  | 40     |            |
| 14 августа 1941  | обер-лейтенант   | Гейнц Бэр                    | 12./JG51  | ДРК | 60     |            |
| 30 августа 1941  | лейтенант        | Герберт Хюппертц             | 12./JG51  | РК  | 34     |            |
| 4 сентября 1941  | обер-лейтенант   | Хартманн Грассер             | 5./JG511  | РК  | 29     |            |
| 16 сентября 1941 | обер-лейтенант   | Карл Готфрид Нордманн        | IV./JG51  | ДРК | 59     |            |
| 18 сентября 1941 | майор            | Фридрих Бек                  | JG51      | РК  | 27     |            |
| 5 октября 1941   | обер-лейтенант   | Эрих Хохаген                 | II./JG51  | РК  | 30     |            |
| 6 октября 1941   | унтер-офицер     | Франц-Йозеф Биренброк        | IV./JG51  | РК  | 42     |            |
| 6 октября 1941   | лейтенант        | Георг Зеелманн               | 11./JG51  | РК  | 37     |            |
| 19 октября 1941  | обер-фельдфебель | Генрих Хоффманн              | 12./JG51  | ДРК | 63     | посмертно  |
| 17 ноября 1941   | обер-фельдфебель | Эдмунд Вагнер                | 9./JG51   | РК  | 55     | посмертно  |
| 24 января 1942   | лейтенант        | Бернд Галлович               | 12./JG51  | РК  | 42     |            |
| 16 февраля 1942  | обер-лейтенант   | Гейнц Бэр                    | 12./JG51  | МРК | 90     |            |
| 18 марта 1942    | обер-лейтенант   | Генрих Крафт                 | 3./JG51   | РК  | 46     |            |
| 18 марта 1942    | лейтенант        | Ганс Штрелов                 | 5./JG51   | РК  | 52     |            |
| 19 марта 1942    | обер-фельдфебель | Вильгельм Минк               | 5./JG51   | РК  | 40     |            |
| 19 марта 1942    | обер-фельдфебель | Отто Танге                   | 4./JG51   | РК  | 41     |            |
| 24 марта 1942    | лейтенант        | Ганс Штрелов                 | 5./JG51   | ДРК | 66     |            |
| 5 апреля 1942    | обер-фельдфебель | Генрих Хёфемейер             | 1./JG51   | РК  | 41     |            |
| 3 августа 1942   | обер-фельдфебель | Франц-Йозеф Биренброк        | 10./JG51  | ДРК | 102    |            |
| 21 августа 1942  | обер-лейтенант   | Эрнст Вейсман                | 12./JG51  | РК  | 69     | посмертно  |
| 23 августа 1942  | фельдфебель      | Антон Хафнер                 | 6./JG51   | РК  | 60     |            |
| 4 сентября 1942  | обер-фельдфебель | Генрих Клёппер               | 11./JG51  | РК  | 65     |            |
| 9 сентября 1942  | гауптман         | Иоахим Мюнхеберг             | JG51      | МРК | 103    |            |
| 3 ноября 1942    | унтер-офицер     | Курт Кнаппе                  | 5./JG51   | РК  | 51     |            |
| 24 января 1943   | обер-фельдфебель | Герберт Фрибель              | 12./JG51  | РК  | 51     |            |
| 14 марта 1943    | обер-лейтенант   | Гюнтер Рюбель                | 5./JG51   | РК  | 43     |            |
| 14 марта 1943    | обер-фельдфебель | Отто Шультц                  | 4./JG51   | РК  | 51     |            |
| 24 марта 1943    | обер-лейтенант   | Вольфганг Бёвинг-Тройдинг    | 10./JG51  | РК  | 46     | посмертно  |
| 16 апреля 1943   | обер-лейтенант   | Эдвин Тиль                   | 2./JG51   | РК  | 51     |            |
| 29 октября 1943  | лейтенант        | Гюнтер Шак                   | 8./JG51   | РК  | 116    |            |
| 12 ноября 1943   | обер-фельдфебель | Хуберт Штрассл               | 8./JG51   | РК  | 67     | посмертно  |
| 12 ноября 1943   | обер-лейтенант   | Карл-Гейнц Вебер             | 7./JG51   | РК  | 100    |            |
| 22 ноября 1943   | гауптман         | Адольф Борхерс               | 11./JG51  | РК  | 78     |            |
| 22 ноября 1943   | обер-лейтенант   | Йоахим Брендель              | 1./JG51   | РК  | 95     |            |
| 5 декабря 1943   | лейтенант        | Йозеф Йеневейн               | 2./JG51   | РК  | 86     | посмертно  |
| 5 декабря 1943   | обер-фельдфебель | Курт Танцер                  | JG51      | РК  | 41     |            |
| 5 февраля 1944   | обер-фельдфебель | Гюнтер Йостен                | 3./JG51   | РК  | 84     |            |
| 29 февраля 1944  | обер-фельдфебель | Гейнц Лебер                  | 2./JG51   | РК  | 54     | посмертно  |
| 29 февраля 1944  | обер-фельдфебель | Оскар Ромм                   | 1./JG51   | РК  | 76     |            |
| 26 марта 1944    | лейтенант        | Рудольф Вагнер               | 12./JG51  | РК  | 81     | посмертно  |
| 5 апреля 1944    | гауптман         | Дитхельм фон Эйхель-Штрейбер | JG51      | РК  | 71     |            |
| 5 апреля 1944    | гауптман         | Герберт Пушманн              | 6./JG51   | РК  | 54     | посмертно  |
| 6 апреля 1944    | обер-лейтенант   | Герман Люке                  | 9./JG51   | РК  | 81     |            |
| 8 апреля 1944    | лейтенант        | Антон Линднер                | JG51      | РК  | 62     |            |
| 11 апреля 1944   | лейтенант        | Антон Хафнер                 | JG51      | ДРК | 134    |            |
| 20 апреля 1944   | лейтенант        | Гюнтер Шак                   | 9./JG51   | ДРК | 133    |            |
| 4 мая 1944       | обер-фельдфебель | Отто Вюрфель                 | 9./JG51   | РК  | 79     |            |
| 9 июня 1944      | лейтенант        | Отто Гайзер                  | 10./JG51  | РК  | 74     | посмертно  |
| 27 июля 1944     | обер-фельдфебель | Бернхард Фехтель             | 11./JG51  | РК  | 93     |            |
| 24 октября 1944  | гауптман         | Карл Раммельт                | II./JG51  | РК  | 40     |            |
| 18 ноября 1944   | гауптман         | Гейнц Ланге                  | IV./JG51  | РК  | 70     |            |
| 18 ноября 1944   | обер-фельдфебель | Фриц Люддекке                | JG51      | РК  | 50     | посмертно  |
| 18 ноября 1944   | обер-фельдфебель | Гейнц Марквардт              | 13./JG51  | РК  | 89     |            |
| 6 декабря 1944   | лейтенант        | Петер Кальден                | 13./JG51  | РК  | 64     |            |
| 14 января 1945   | гауптман         | Йоахим Брендель              | III./JG51 | ДРК | 156    |            |
| 28 февраля 1945  | лейтенант        | Вильгельм Хюбнер             | JG51      | РК  | ?      |            |
| 28 марта 1945    | обер-лейтенант   | Гюнтер Йостен                | 3./JG51   | ДРК | 161    |            |
| 31 марта 1945    | обер-фельдфебель | Гельмут Шёнфельдер           | JG51      | РК  | ?      |            |
| 7 апреля 1945    | лейтенант        | Курт Домбахер                | 12./JG51  | РК  | ?      |            |
| 9 апреля 1945    | обер-фельдфебель | Альфред Раух                 | JG51      | РК  | 53     |            |

Легенда:
- дата — дата награждения
- звание — звание награждаемого
- имя — имя награждаемого
- часть — подразделение, где служил
- кол-во — количество побед на момент награждения
- РК — рыцарский крест
- ДРК — рыцарский крест с дубовыми листьями
- МРК — рыцарский крест с дубовыми листьями и мечами
- БРК — рыцарский крест с дубовыми листьями, мечами и бриллиантами